# ناندیل
ناندیل (به لاتین: Nandail) یک منطقهٔ مسکونی در بنگلادش است که در ناحیه میمن‌سینگ واقع شده‌است. ناندیل ۳۲۶٫۱۳ کیلومتر مربع مساحت و ۴۰۲٬۷۲۷ نفر جمعیت دارد.